# Welf III.

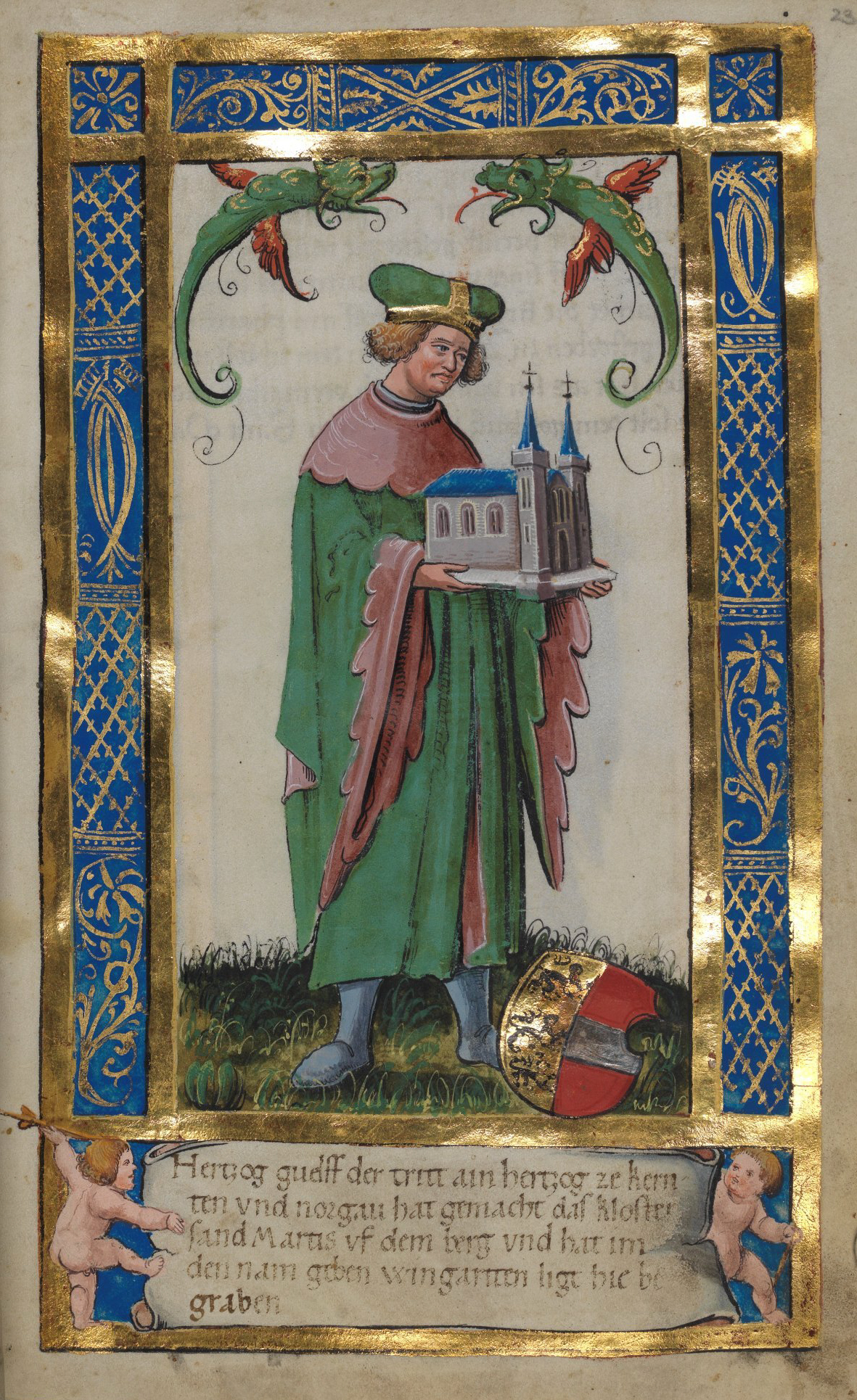
Welf III. im Weingartener Stifterbüchlein, um 1510

Welf III. († 13. November 1055 auf Burg Bodman) aus dem schwäbischen Zweig der Familie der Welfen war Herzog von Kärnten von 1047 bis 1055.

## Leben
Welf III. war der einzige Sohn des Grafen Welf II. von Altdorf (heute Weingarten). Er wurde 1047 mit dem Herzogtum Kärnten und der Markgrafschaft Verona belehnt. Welf III. blieb unverheiratet und kinderlos. Er übertrug seine Besitzungen dem Kloster Altdorf, was seine Mutter Imiza, die Witwe Welfs II., dazu veranlasste, ihren Enkel Welf IV., den Sohn ihrer Tochter Gräfin Kunigunde von Altdorf aus ihrer Ehe mit Alberto Azzo II. d’Este, nach Deutschland zu holen, damit er die Familie in weiblicher Linie fortsetze.
Welf III. war der letzte der älteren Welfen. Sein Nachfolger auf den Familiengütern ist der Stammvater der jüngeren Welfen, die noch heute existieren.
Begraben wurde er im Hauskloster der Welfen, der Abtei Weingarten.